# گاینهوفن
گاینهوفن (به آلمانی: Gaienhofen) یک شهر در آلمان است که در Konstanz واقع شده‌است. گاینهوفن ۳٬۲۰۷ نفر جمعیت دارد.

## خواهرخوانده
شهرهای Saint-Georges-de-Didonne و Balatonföldvár خواهرخوانده‌های گاینهوفن هستند.